# Foramen infraorbitario

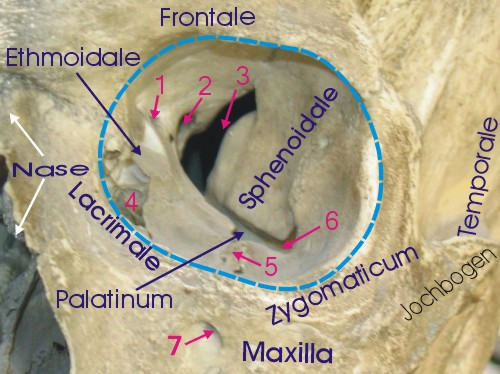
1 Foramen etmoidal, 2 Conducto óptico, 3 Fisura orbitaria superior, 4 Saco lagrimal, 5 Surco infraorbitario, 6 Fisura orbitaria inferior, 7 Foramen infraorbitario

El foramen infraorbitario o infraorbital es un orificio del cráneo. Está sobre la fosa canina y debajo de la cavidad ocular. Por él corre la arteria infraorbitaria, vena infraorbitaria, nervio infraorbitario y nervio maxilar.